# Blemas
Blemas – kremowa galaretka przyrządzana z migdałów.
Podstawowymi składnikami blemasu są migdały, cukier oraz żelatyna.

## Historia
Blemas to staropolskie określenie na jeden z najpopularniejszych deserów wywodzący się z dawnej Francji, a dokładnie z Montpellier. Według francuskiego smakosza Grimoda de la Reyniere na przełomie XVIII i XIX wieku tylko nieliczne kucharki znały przepis na deser i potrafiły przyrządzić go w sposób poprawny.

## Blemas w literaturze
W „Panu Tadeuszu” Adama Mickiewicza blemas pojawił się jako jedna z weselnych potraw:

Kto zrozumie nieznane już za naszych czasów,
Te półmiski kontuzów, arkasów, blemasów